# Петнист лалугер
Петнистите лалугери (Spermophilus suslicus) са вид дребни бозайници от семейство Катерицови (Sciuridae). Разпространени са в степите и лесостепите на Източна Европа, от Бесарабия и най-източните части на Полша до Урал.